# Julian Szymański
Julian Juliusz Szymański (Kielce, 10 maggio 1870 – 8 giugno 1958) è stato un politico e oculista polacco, Maresciallo del Senato della Polonia dal 27 marzo 1928 all'8 dicembre 1930.